# Église de Jaala
L'église de Jaala (en finnois : Jaalan kirkko) est une église en bois située dans le quartier Jaala de la commune de Kouvola en Finlande,.

## Description
L’église conçue par August Boman dans un style néogothique est construite en 1878.
Elle peut accueillir 600 personnes.
Le retable est peint en 1885 par Sigfrid Keinänen en prenant modèle sur le Sauveur de Robert Kajanus.
Le premier orgue est livré en 1906 par la fabrique d'orgues Ruth de Lahti.
L'orgue actuel à 21 jeux est fait en 1973 par la fabrique d'orgues de Kangasala.
Le clocher de l'église a deux cloches, la petite cloche en laiton est fondue en 1878 à Saint-Pétersbourg. 
La plus grande cloche est fabriquée par Lokomo (fi) en 1956 .